# Nipigonmeer
Het Nipigonmeer is een meer van 4.848 km² in de Canadese provincie Ontario, gelegen net ten noorden van het Bovenmeer. Het meer meet ongeveer 115 km lang en heeft een gemiddelde diepte van 165 meter. Het ligt zo'n 260 meter boven zeeniveau.
Het Nipigonmeer staat bekend om de groenige stranden, veroorzaakt door de aanwezigheid van het mineraal pyroxeen in het zand rond het meer.
Via de Nipigon River is het meer verbonden met het Bovenmeer.